# Xã Stanton, Quận Stanton, Kansas
Xã Stanton (tiếng Anh: Stanton Township) là một xã thuộc quận Stanton, tiểu bang Kansas, Hoa Kỳ. Năm 2010, dân số của xã này là 1.711 người.